# 第5普通科連隊
第5普通科連隊（だいごふつうかれんたい、JGSDF 5th Infantry Regiment）は、陸上自衛隊青森駐屯地（青森県青森市）に駐屯する第9師団隷下の普通科連隊である。

## 概要
連隊長は、1等陸佐（二）をもって充てられ、連隊本部、本部管理中隊、4個普通科中隊および重迫撃砲中隊により編成される。
1951年（昭和26年）5月に警察予備隊の部隊として金沢駐屯地において編成された普通科部隊で幾多の改編、移駐が行われている。また、第5普通科連隊を母体に第38普通科連隊、第39普通科連隊が編成されている。

毎年厳冬期に八甲田山系での冬季雪中戦技演習を行なっている。1965年（昭和40年）から実施され、2019年（平成31年）で50回目。
大日本帝国陸軍歩兵第5連隊の連隊番号を継承しており、こちらは日露戦争前の八甲田雪中行軍遭難事件でもよく知られている。

## 沿革
第5連隊
- 1951年（昭和26年）
  - 5月1日：警察予備隊第1管区隊第5連隊として連隊本部および本部中隊、第1、第2大隊が金沢駐屯地において編成、第3大隊は函館駐屯地に編成。
  - 10月1日：第1大隊が金沢駐屯地から青森駐屯地に移駐。
- 1952年（昭和27年）
  - 1月19日：第3大隊（函館駐屯地）が第4連隊第3大隊に、第6連隊第3大隊（船岡駐屯地）が第5連隊第3大隊に改称。
  - 3月6日：連隊本部および直轄中隊が金沢駐屯地から青森駐屯地へ、第2大隊が金沢駐屯地から秋田駐屯地へ移駐し、第2管区隊に隷属[2]。
- 1953年（昭和28年）4月1日：奥羽4県の警備が第1管区隊に移管され第1管区隊に隷属[2]。

第5普通科連隊
- 1954年（昭和29年）
  - 7月1日：陸上自衛隊発足により、第5普通科連隊に称号変更。
  - 9月10日：第6管区隊が編成により、第6管区隊に隷属[2]。
- 1956年（昭和31年）5月31日：八戸駐屯地の開設により、青森駐屯地から八戸駐屯地に移駐。
- 1957年（昭和32年）2月21日：第9混成団の編成により、第9混成団に隷属[3] 。
- 1962年（昭和37年）
  - 8月14日：八戸駐屯地から青森駐屯地に移駐。
  - 8月15日：第9混成団の第9師団への改編により、連隊再編。

  1. 第2大隊（青森駐屯地）を基幹として第5普通科連隊が編成完結。本部管理中隊、4個普通科中隊および重迫撃砲中隊編成となる。
  2. 第38普通科連隊が第5普通科連隊を母体に八戸駐屯地に新編。
  3. 第39普通科連隊が第5普通科連隊を母体に八戸駐屯地に新編。

- 1990年（平成02年）3月26日：第9師団の近代化改編により、自動車化連隊に改編。
- 2010年（平成22年）3月26日：ゲリラ・コマンド対処型連隊への改編。

1. 64式小銃、62式機関銃、84mm無反動砲等の旧式装備を一新し、96式装輪装甲車、高機動車、89式5.56mm小銃、5.56mm機関銃MINIMI、01式軽対戦車誘導弾等を導入[4]。
2. 後方支援体制変換に伴い、整備部門を第9後方支援連隊第2整備大隊第1普通科直接支援中隊へ移管。

- 2011年（平成23年）3月11日：東北地方太平洋沖地震発生に伴い、約300名を岩手県に災害派遣。
- 2021年（令和03年）8月10日： 集中豪雨に見舞われた風間浦村に災害派遣[5]。

## 部隊編成
- 第5普通科連隊本部
- 本部管理中隊「5普-本」
  - 中隊本部
  - 連隊本部班：82式指揮通信車
  - 情報小隊：軽装甲機動車、偵察用オートバイ
  - 施設作業小隊：小型ドーザ、資材運搬車
  - 通信小隊
  - 補給小隊：3 1/2tトラック
  - 衛生小隊：1トン半救急車
  - 狙撃班
- 第1普通科中隊「5普-1」：高機動車、81mm迫撃砲 L16、01式軽対戦車誘導弾
- 第2普通科中隊「5普-2」：高機動車、81mm迫撃砲 L16、01式軽対戦車誘導弾
- 第3普通科中隊「5普-3」：軽装甲機動車、高機動車、81mm迫撃砲 L16、01式軽対戦車誘導弾
- 第4普通科中隊「5普-4」：軽装甲機動車、高機動車、81mm迫撃砲 L16、01式軽対戦車誘導弾
- 重迫撃砲中隊「5普-重」：120mm迫撃砲 RT

## 整備支援部隊
- 第9後方支援連隊第2整備大隊第1普通科直接支援中隊「9後支-2整-1」（青森駐屯地）：2010年（平成22年）3月26日から

## 主要幹部
| 官職名          | 階級    | 氏名     | 補職発令日     | 前職                             |
| --------------- | ------- | -------- | -------------- | -------------------------------- |
| 第5普通科連隊長 | 1等陸佐 | 菊池裕紀 | 2025年08月01日 | 陸上自衛隊教育訓練研究本部研究員 |

| 代 | 氏名                     | 在職期間                         | 前職                                        | 後職                                             |
| -- | ------------------------ | -------------------------------- | ------------------------------------------- | ------------------------------------------------ |
| 01 | 中村三愛 （2等警察正）   | 1951年05月01日 - 1952年01月18日  |                                             |                                                  |
| 02 | 椙山一郎 （1等警察正）   | 1952年01月19日 - 1952年08月22日  |                                             | 第2管区総監部所属                                |
| 03 | 有沼源一郎 （1等警察正） | 1952年08月23日 - 1953年09月06日  | 警察予備隊総隊学校（学生隊）所属            | 第一幕僚監部所属第3部勤務                        |
| 04 | 佐藤不二雄 （1等保安正） | 1953年09月07日 - 1955年11月15日  | 第3管区総監部第3部長                        | 第5管区総監部幕僚長                              |
| 05 | 安部邦夫                 | 1955年11月16日 - 1958年03月15日  | 陸上自衛隊富士学校普通科部 教育課長         | 防衛研修所戦史室勤務                             |
| 06 | 片木良平                 | 1958年03月16日 - 1960年03月15日  | 防衛大学校訓練部訓練課長                    | 陸上自衛隊富士学校普通科部副部長 兼 同部教務課長 |
| 07 | 高橋晃                   | 1960年03月16日 - 1962年03月15日  | 防衛研修所戦史室勤務                        | 東部方面総監部付                                 |
| 08 | 斉藤常重                 | 1962年03月16日 - 1962年08月14日  | 第10師団司令部幕僚長                        | 第38普通科連隊長 兼 八戸駐とん地司令             |
| 09 | 石橋正治                 | 1962年08月15日 - 1965年03月15日  | 第9混成団本部付                             | 自衛隊福井地方連絡部長                           |
| 10 | 広瀬進                   | 1965年03月16日 - 1967年03月15日  | 中央資料隊長                                | 中部方面総監部厚生課長                           |
| 11 | 平谷政喜                 | 1967年03月16日 - 1968年07月15日  | 第4師団司令部第3部長                        | 陸上自衛隊幹部候補生学校学生隊長                 |
| 12 | 辻田彌壽男               | 1968年07月16日 - 1970年07月15日  | 陸上幕僚監部付                              | 陸上自衛隊幹部学校学校教官                       |
| 13 | 柴田繁                   | 1970年07月16日 - 1972年07月16日  | 陸上幕僚監部第2部勤務                       | 陸上自衛隊幹部学校学校教官                       |
| 14 | 落合成行                 | 1972年07月17日 - 1974年07月15日  | 陸上幕僚監部第2部勤務                       | 陸上幕僚監部第1部総括班長                        |
| 15 | 田村博                   | 1974年07月16日 - 1976年06月30日  | 陸上自衛隊航空学校学校教官                  | 自衛隊三重地方連絡部長                           |
| 16 | 新舘節郎                 | 1976年07月01日 - 1978年07月31日  | 第2師団司令部第3部長                        | 陸上自衛隊幹部学校学校教官                       |
| 17 | 井元成美                 | 1978年08月01日 - 1980年03月16日  | 陸上幕僚監部調査部調査第1課勤務             | 陸上自衛隊富士学校普通科部 教育課長              |
| 18 | 高畑活水                 | 1980年03月17日 - 1981年07月31日  | 陸上幕僚監部調査部調査第2課 調査別室第3科長 | 陸上自衛隊幹部学校学校教官                       |
| 19 | 福田守                   | 1981年08月01日 - 1983年07月31日  | 中部方面総監部人事部人事課長                | 陸上自衛隊幹部学校主任研究開発官                 |
| 20 | 原口俊郎                 | 1983年08月01日 - 1985年06月30日  | 北部方面総監部勤務                          | 東部方面総監部人事部勤務                         |
| 21 | 中村仁郎                 | 1985年07月01日 - 1988年03月15日  | 陸上自衛隊調査学校学校教官                  | 陸上自衛隊幹部候補生学校学校教官                 |
| 22 | 河内九郎                 | 1988年03月16日 - 1990年07月31日  | 防衛研究所所員                              | 統合幕僚学校主任教官                             |
| 23 | 中村哲示                 | 1990年08月01日 - 1992年06月15日  | 第2師団司令部第3部長                        | 神町駐屯地業務隊長                               |
| 24 | 田川友康                 | 1992年06月16日 - 1994年07月31日  | 中部方面調査隊長                            | 陸上幕僚監部調査部調査第2課                      |
| 25 | 及川輝彦                 | 1994年08月01日 - 1998年03月31日  | 東部方面総監部装備部後方運用課長            | 練馬駐屯地業務隊長                               |
| 26 | 柴田一男                 | 1998年04月01日 - 2000年11月30日  | 陸上幕僚監部人事部補任課 人事第2班長        | 北部方面総監部調査部長                           |
| 27 | 中里逸朗                 | 2000年12月01日 - 2003年07月31日  | 陸上自衛隊補給統制本部総務部 人事課長       | 情報本部                                         |
| 28 | 菊地豊                   | 2003年08月01日 - 2005年03月31日  | 陸上幕僚監部調査部付                        | 内閣官房内閣衛星情報センター 主任分析官          |
| 29 | 小松和典                 | 2005年04月01日 - 2007年03月27日  | 防衛研究所総括主任研究官                    | 陸上自衛隊研究本部総合研究部 第2研究課長         |
| 30 | 田草川茂人               | 2007年03月28日 - 2009年03月31日  | 陸上自衛隊富士学校学校教官                  | 富士教導団副団長                                 |
| 31 | 西帶野輝男               | 2009年04月01日 - 2011年11月30日  | 西部方面総監部防衛部訓練課長                | 中部方面指揮所訓練支援隊長                       |
| 32 | 青木広治                 | 2011年12月01日 - 2013年12月17日  | 陸上自衛隊九州補給処装備計画部 企画課長     | 西部方面混成団副団長                             |
| 33 | 友伸治                   | 2013年12月18日 - 2016年03月22日  | 第8師団司令部第3部長                        | 第12旅団司令部幕僚長                             |
| 34 | 田中仁朗                 | 2016年03月23日 - 2017年07月31日  | 統合幕僚監部防衛計画部防衛課付              | 統合幕僚監部防衛計画部計画課長                   |
| 35 | 古賀博彦                 | 2017年08月01日 - 2019年03月22日  | 北部方面総監部装備部後方運用課長            | 東千歳駐屯地業務隊長                             |
| 36 | 榮村佳之                 | 2019年03月23日 - 2021年07月31日  | 陸上自衛隊富士学校主任教官                  | 東北方面混成団副団長                             |
| 37 | 降籏慎生                 | 2021年08月01日 - 2023年03月12日  | 自衛隊愛知地方協力本部募集課長              | 東部方面指揮所訓練支援隊長                       |
| 38 | 樋口毅                   | 2023年 03月13日 - 2023年08月28日 | 第10師団司令部監察官                        | 陸上自衛隊教育訓練研究本部                       |
| 39 | 伊藤裕一                 | 2023年08月29日 - 2025年07月31日  | 東部方面総監部総務部総務課長                | 東北方面指揮所訓練支援隊長                       |
| 40 | 菊池裕紀                 | 2025年08月01日 -                 | 陸上自衛隊教育訓練研究本部研究員            |                                                  |

## 主要装備
- 96式装輪装甲車
- 軽装甲機動車
- 高機動車
- 1/2tトラック / 73式小型トラック
- 1 1/2tトラック / 73式中型トラック
- 3 1/2tトラック / 73式大型トラック
- 89式5.56mm小銃
- 5.56mm機関銃MINIMI
- M24対人狙撃銃 レミントン M24 SWS
- 01式軽対戦車誘導弾
- 81mm迫撃砲 L16
- 120mm迫撃砲 RT

## 過去の装備品
- 60式106mm無反動砲

## 警備隊区
青森市、平内町、七戸町、野辺地町、東北町、三沢市、六ケ所村、横浜町、東通村、むつ市、佐井村、大間町、風間浦村、田子町、三戸町、南部町、八戸市、階上町

## 廃止（改編）部隊
- 2010年（平成22年）3月26日廃止
  - 第5普通科連隊本部管理中隊管理整備班「5普-本」（青森駐屯地）：第9後方支援連隊第2整備大隊第1普通科直接支援中隊へ移管。